# Samsung YP-U6
Samsung YP-U6 — миниатюрный аудиоплеер, плейдрайв компании Samsung Electronics. Принадлежит к Yepp U серии. Первая модель серии, имеет металлический корпус и цветной дисплей. Поступила в продажу в ноябре 2010 года.
Как и предшественник, позиционируется как спортивная модель. Имеет специальное приложение, считающее потраченные калории.
Плеер оснащен встроенным USB штекером для соединения с компьютером. В отличие от YP-U5 штекер опять стал выдвижным, как в ранних моделях серии (но полноразмерным). При подсоединении к компьютеру аккумулятор заряжается. Как и предыдущие модели, имеет FM-тюнер и микрофон. Встроенная система обработки звука DNSe 3.0 теперь называется SoundAlive.
Поддерживаемые форматы файлов: MP3, WMA, OGG, FLAC
В комплект поставки входят:
- Плеер
- Наушники
- Инструкция по эксплуатации